# Tūsk-e Soflá
Tūsk-e Soflá (persiska: توسكِ پائين, توسك, توسک سفلی) är en ort i Iran.   Den ligger i provinsen Hamadan, i den nordvästra delen av landet, 270 km sydväst om huvudstaden Teheran. Tūsk-e Soflá ligger 1 900 meter över havet och antalet invånare är 698.
Terrängen runt Tūsk-e Soflá är huvudsakligen kuperad. Tūsk-e Soflá ligger nere i en dal. Runt Tūsk-e Soflá är det ganska tätbefolkat, med 104 invånare per kvadratkilometer. Närmaste större samhälle är Malāyer, 16,1 km väster om Tūsk-e Soflá. Trakten runt Tūsk-e Soflá består i huvudsak av gräsmarker.